# Brazos
Le fleuve Brazos, appelé autrefois Rio Brazos de Dios (c’est-à-dire « fleuve des bras de Dieu »), est avec ses 2 060 km de long le 11e cours d'eau des États-Unis et le premier de l'État du Texas.

## Géographie
Il prend sa source à Blackwater Draw dans le comté de Curry au Nouveau-Mexique et se jette dans le golfe du Mexique au Texas.
Le Brazos proprement dit est créé par la confluence du Salt Fork et du Double Montain Fork ; il coule sur 1 350 km au milieu de l'État de Texas. Ses principaux affluents sont le Clear Fork of the Brazos qui arrose Abilene et rejoint le fleuve à Graham, la Bosque, la Litte River, Yegua Creek et la Navasota.
Après avoir coulé en direction de l'est vers Dallas et Fort Worth, le Brazos prend une direction sud-est, passant à Waco et Sugar Land, puis se jette dans le golfe du Mexique au sud de Freeport.

## Aménagements
Le cours du fleuve comporte trois barrages tous situés au nord de Waco et formant les lacs de retenue de Possum Kingdom, Granbury et Whitney. La réalisation du barrage de Granbury, construit le dernier en 1969, est le cadre du roman de John Graves Good by to a River(l'adieu à la rivière). Il y a de plus un petit barrage municipal en aval de Waco qui crée un lac de retenue dans la ville appelé le lac Brazos.
Il y a par ailleurs 19 grands réservoirs le long du Brazos.

## Histoire
La date de la découverte du fleuve par les explorateurs européens n'est pas connue avec certitude car il a été souvent confondu avec le fleuve Colorado du Texas qui coule au sud à une faible distance. Mais il a été certainement aperçu par La Salle. Plus tard les Espagnols l'ont baptisé Los Brazos de Dios : plusieurs explications ont été avancées pour ce nom de baptême, mais elles ont toutes en commun que le nom a dû être donné par des hommes désespérément assoiffés.
La navigation sur le fleuve jouait un rôle important avant la guerre civile. Celui-ci est aujourd'hui surtout utilisé pour la production d'énergie électrique et l'irrigation. Les eaux du fleuve sont gérées par la Brazos River Authority.

## Débit
Le débit de la rivière Brazos a été mesuré de façon continue depuis 1979 près de Rosharon, dans le comté de Fort Bend. La rivière y draine une surface de 117 340 km2 et son débit moyen y est de 231 m3/s. On en déduit que la tranche d'eau écoulée annuellement dans son bassin est de seulement 62 mm. Le débit record a été mesuré le 22 octobre 1994 et est de 2 400 m3/s.